# VK Jihostroj České Budějovice
VK Jihostroj České Budějovice, je český volejbalový klub, který sídlí v Českých Budějovicích v Jihočeském kraji.
Klub byl založen v roce 1944 jako Škoda České Budějovice. V roce 1994 došlo k ukončení činnosti všech volejbalových družstev mužské 
kategorie v TJ Škoda Č. Budějovice. Současně bylo založeno Občanské sdrůžení Volejbalový Klub České Budějovice
a družstvo mužů se stalo plně profesionální. Od sezony 1996/97 patří ke špičce českého volejbalu. Družstvo mužů přešlo na plně profesionální bázi a největším sponzorem se stala firma Jihostroj a.s. Velešín. VK převzal název této firmy jako svůj sponzorský název.
Jihostroj České Budějovice je nejúspěšnějším českým volejbalovým klubem novodobé éry. Od roku 2000 získal jedenáct mistrovských titulů a osmkrát vyhrál Český pohár.
| Soupiska 2024/25   | číslo | post      |
| Aleksandar Okolić  | 20    | blokař    |
| Oliver Sedláček    | 22    | blokař    |
| Sam Taylor-Parks   | 91    | blokař    |
| Petr Michálek      | 7     | libero    |
| Michael Kovařík    | 19    | libero    |
| Matěj Emmer        | 4     | nahrávač  |
| Gaspar Bitar       | 10    | nahrávač  |
| Robson Rodrigues   | 8     | smečař    |
| Sina Nikpoor       | 11    | smečař    |
| Josef Leština      | 21    | smečař    |
| Vojtěch Pitner     | 23    | smečař    |
| Alejandro González | 9     | univerzál |
| Tomáš Brichta      | 15    | univerzál |

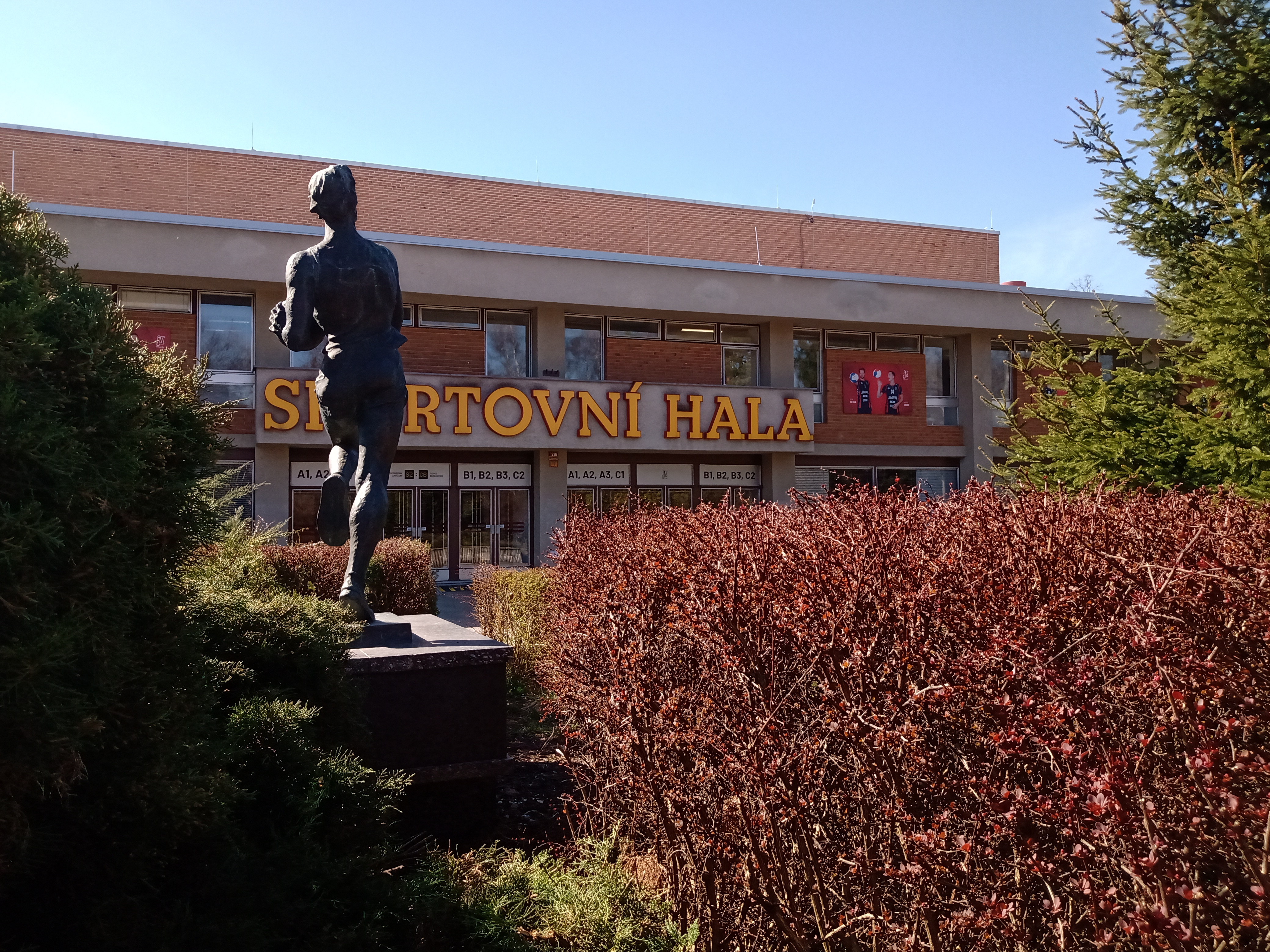
Hala pro míčové hry v Českých Budějovicích

Mistr ČR ve volejbale:
- 1999/00
- 2001/02
- 2006/07
- 2007/08
- 2008/09
- 2010/11
- 2011/12
- 2013/14
- 2016/17
- 2018/19
- 2023/24

Vítěz Českého poháru: (Poháru ČVS – pohár českého volejbalového svazu)
- 1998/99
- 1999/00
- 2001/02
- 2002/03
- 2010/11
- 2018/19
- 2019/20
- 2021/22

Mezinárodní úspěchy:
- V sezoně 1997/98 účast ve Final Four Poháru CEV